# Баризон II (юдик Торресу)
Баризон II (італ. Barisone II; д/н — 10 червня 1191) — юдик (володар) Торреського юдикатів в 1154—1190 роках.

## Життєпис
Походив з династії Лакон-Гунале. Старший син Гоннаріо II, юдика Торресу, і пізанської аристократки Марії да Ебріако. Дата народження невідома, де наприкінці 1120-х років. У 1147—1149 роках разом з молодшими братами був регентом під час участі батька у Другому хрестовому поході.
У 1154 році після зречення Гоннаріо II став новим юдиком Торресу. Продовжив політику, спрямовану на зміцнення військово-політичного союзу з Пізанською республікою. Підтвердив зверхність Папського престолу. Водночас усіляко зміцнював та розвивав господарство держави. У сардинській політиці його головним суперником став Баризон II, юдик Арбореї.
У 1163 році він підтримав брата П'єтро, який став новим юдиком Кальярі під ім'ям Торхіторіо III. Втім проти останнього виступив арборейський юдик, що завдав братові Баризона II поразки. Тоді останній спільно з пізанцями у 1164 році завдав поразки Арбореї, взяв в облогу Баризона Арборейського в замку Кабрас, проте не змогли його захопити. Зрештою було укладено мир з Арбореєю, за яким юдик останньої визнав Торкіторіо III.
1165 році разом з братом Торкіторіо III вирушив до Пізи, щоб пояснити конфлікт між мешканцями кураторії Оттанна і пізанцями. Союз з Пізою та спільна політика з братом перетворили Баризона Торреського на найвпливовішого володаря Сардинії. У 1168 році було укладено договір між Генуєю та Арбореєю, з одного боку, і Пізою, Торресом та Кальярі, з другого, який закріпив мир на Сардинії.
У 1183 році спочатку не підтримав брата Торкіторіо III, що виступив проти засилля пізанців. Лише після поразок брата у 1187 році виступив проти Пізи, уклавши угоду з Генуезькою республікою. Водночас надав нові привілеї та землі генуезькому роду Доріа. У 1188 році пізанці в союзі з новим кальярським юдиком Вільгельмом Салусіо IV і арборейським юдиком П'єтро I виступили проти Торреського юдикату. Втім до 1189 року Баризон II відбив усі напади. Натомість вигнав пізанців зі своїх земель, конфіскувавши їх майно.
1190 році надав землі ордену госпітальєрів. Того ж року зрікся трону на користь сина Костянтина II, після чого перебрався до Мессіни, де 1191 року помер у монастирі Сан-Джованні, що заснувала його мати.

## Родина
Дружина — Преціоза де Оррубу.
Діти:
- Костянтин (д/н—1198), юдик Торресу
- Сусанна, дружина Андреа Доріа
- Коміта (бл. 1160—1218), юдик Торресу